# 1314 en Angleterre
Chronologie de l'Angleterre
- 1310
- 1311
- 1312
- 1313
- 1314
- 1315
- 1316
- 1317
- 1318

Cette page concerne l'année 1314 du calendrier julien.

## Naissances en 1314
- 13 janvier : John Bardolf, 3e baron Bardolf
- 14 février : Thomas de Beauchamp, 11e comte de Warwick
- 5 mai : Thomas Holland, 1er comte de Kent
- 18 octobre : Giles de Badlesmere, 2e baron Badlesmere
- 1er novembre : William Devereux de Frome, member of Parliament
- Date inconnue : 
  - Énéas de Bohun, noble
  - Jeanne le Despenser, nonne
  - Catherine Mortimer, comtesse de Warwick

## Décès en 1314
- 23 juin : Henri de Bohun, chevalier
- 24 juin :
  - Gilbert de Clare, 8e comte de Gloucester
  - Robert de Clifford, 1er baron de Clifford
  - Edmund Hastings, 1er baron Hastings d'Inchmahome
  - William Marshal, 1er baron Marshal
  - Miles Stapleton, 1er baron Stapleton
  - William de Vescy de Kildare, noble
  - Giles Argentein, chevalier
- 21 octobre : Geoffroy de Geneville, 1er baron Geneville
- Date inconnue : 
  - William Devereux, baron Devereux de Lyonshall
  - Henry de Percy, 1er baron Percy (en)
  - Alan la Zouche, 1er baron la Zouche d'Ashby